# Juan Suárez Martínez
Juan Suárez Martínez (Gijón, 16 de mayo de 1913 - Somió, Gijón, 18 de agosto de 2006), fue un empresario español. Concejal de Hacienda del Ayuntamiento de Gijón.

## Biografía
Juan Suárez Martínez nació el 16 de mayo de 1913 en Gijón (Asturias). Estudio Comercio en Suiza y Derecho en la Universidad de Oviedo
Tuvo una dilatada trayectoria como empresario, en la que fundó negocios de una variedad de sectores. Entre ellos se encuentran: la fábrica de chocolate de Industrias La Herminia; la droguería Cantábrica, situada en los aledaños del Paseo de Begoña; el cine Hernán Cortés, que comenzó su andadura en 1958, y que acabó completándose con la sala de fiestas Acapulco. 
En 1955 fundó en Gijón, junto con su cuñado Cipriano Ojeda -viudo desde hacía dos meses de su hermana, Carmen Suárez Martínez-, el Hotel Hernán Cortés, por aquel entonces el mayor hotel de Asturias, con 114 habitaciones. En un principio no estaba diseñado para ser un hotel, pero finalmente acabó siéndolo, y así continúa, tras venderlo en 1987, hasta la actualidad.
Entre 1965 y 1970, fue concejal de Hacienda del Ayuntamiento de Gijón, durante la alcaldía de Ignacio Bertrand. Gracias a su colaboración nació la Empresa Municipal de Aguas (EMA) de Gijón, por lo que fue galardonado con la medalla de oro del Consistorio gijonés.
Entre los cargos que ostentó, destacan los de ser: vicepresidente de la Cámara Oficial de Comercio, Industria y Navegación de Gijón, bajo la presidencia de Luis Adaro; miembro del Patronato del Real Sitio de Covadonga; miembro más antiguo -estuvo más de treinta años-, del Patronato del Hospital de Jove; y benefactor de la Cocina Económica.
En el campo deportivo, fue miembro-fundador y promotor del Real Club de Golf de Castiello, en 1958; y del Real Grupo de Cultura Covadonga. Su pasión por la práctica del deporte en competición, le llevó a convertirse en campeón de Asturias de velocidad, en la modalidad de 100 metros lisos, y a coronar la cima del Naranjo de Bulnes.
Falleció en su casa de Somió, y tras un multitudinario funeral en la parroquia de San Julián de Somió, fue inhumado en el cementerio municipal.

## Vida personal
Casado con Marimen Botas Menéndez, fallecida el 24 de octubre de 2009, tuvieron seis hijos: Alicia, Gracia, Carmen, María, Ana, y el conocido pintor Juan Suárez Botas; y once nietos: Jaime y Ana Pire Suárez; Carmen, Miguel, Alfonso y Juan Osorio Suárez; Sara y Juan Rottenwöhrer; y Álvaro, Inés y Gonzalo Alonso Suárez.

## Premios y reconocimientos
- Medalla de oro del Ayuntamiento de Gijón (premio, año)